# Breitwiesergut

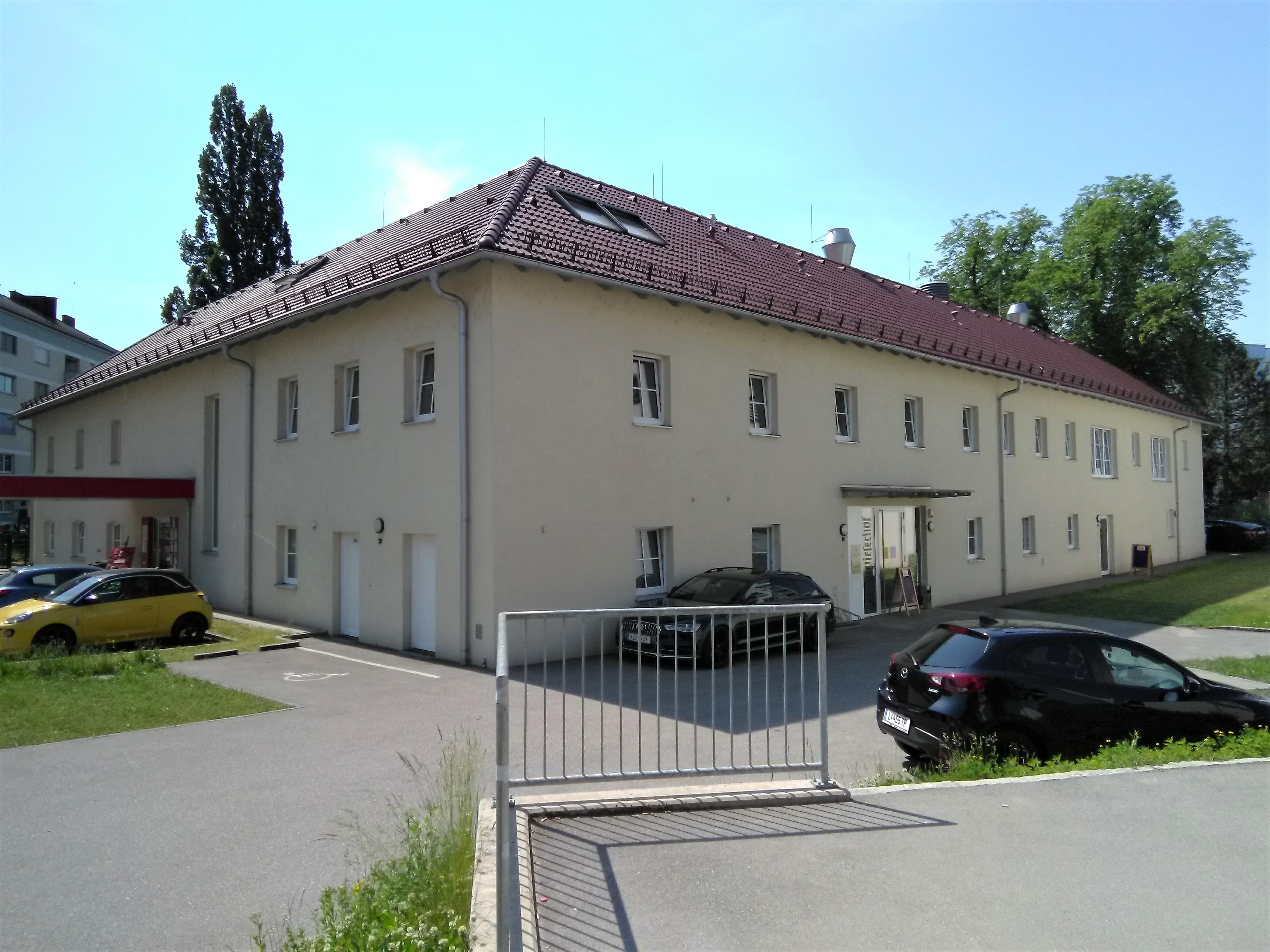
Breitwiesergut

Das Breitwiesergut, auch Breitwieserhof, ist ein bäuerliches Anwesen in Linz. Er liegt im statistischen Bezirk Bulgariplatz und geht geschichtlich auf das 13. Jahrhundert zurück.

## Geschichte
Das Breitwiesergut war vermutlich eines jener sechs Passauer Lehen, die um 1270 im Passauer Urbar genannt wurden. Erste urkundliche Erwähnung erfährt das Breitwiesergut gesichert im Jahr 1378, als in einem Erbschaftsvergleich ein Gut zu Praitwisen erwähnt wird. Der Name des Breitwiesergut leitet sich dabei wahrscheinlich von einer breiten Wiese ab, die sich zwischen der heutigen Wiener Straße bzw. der Hanuschstraße erstreckte. Stand das Breitwiesergut Ende des 14. Jahrhunderts in Besitz der Familie Stantpeimeeysen, so gelangte es im ersten Drittel des 15. Jahrhunderts in den Besitz der Familie Dachsberger, die auf Schloss Dachsberg in Prambachkirchen ansässig waren. Ab 1435 stand das Gut in Beitz verschiedener, bürgerlicher Lehensträger, bevor es zu Beginn des 16. Jahrhunderts vom freien Bauerngut in ein abgabenpflichtiges Anwesen umgewandelt wurde. Als solches wurde es ab 1526 auch im Ebelsberger Urbar geführt.
Das Breitwiesergut war ab 1576 Teil der Herrschaft Ottensheim und wurde vom Jesuitenorden vom Amt Thonautal verwaltet. Nach unzähligen untertänigen Besitzern wurde das Anwesen freies Eigentum der Familie Überseder. In den 1950er Jahren erfolgte die Aufteilung der verschiedenen bäuerlichen Objekte in unterschiedliche Grundstücke, die in der Folge eine unterschiedliche Nutzung als Gasthaus (Breitwieserhof) oder Lebensmittelgeschäft erfuhren.
Zu Beginn des 21. Jahrhunderts entstanden Pläne, das Breitwiesergut als Volksheim zu nutzen, wobei durch den Neubau eines Saales der historische Vierkanter und der Innenhof wiederentstehen sollte. Derartige Pläne wurden jedoch nicht umgesetzt, stattdessen sollen die Kegelbahnen sowie die Stüberl ab Herbst 2015 zu einem Kindergarten umgebaut werden.

## Bauwerk
Vom ehemaligen Vierkanter sind der Nordost- bzw. Nordwestflügel erhalten geblieben, wobei die im 20. Jahrhundert erfolgten Umbauten mit zurückhaltender Fassadengestaltung durchgeführt wurden. Hierdurch wurde der bäuerliche Charakter der Anlage erhalten. Im Inneren des als Gasthaus genutzten Traktes findet sich ein als Gastraum genutzter ehemaliger Stalltrakt mit zwei mächtigen Granitsäulen und Platzlgewölben aus spät- bzw. nachbarocker Zeit.